# Monte Sumbraida
Il Monte Sumbraida in romancio Piz Schumbraida (3 125 m s.l.m.) è una montagna delle Alpi della Val Müstair nelle Alpi Retiche occidentali. Si trova sul confine tra l'Italia e la Svizzera.
I versanti della montagna si trovano nella Valle di Fraele in Alta Valtellina, nella valle della Forcola e in val Schumbraida. Vista da Bormio è una massiccia piramide rocciosa.